# 坂井市立鳴鹿小学校
坂井市立鳴鹿小学校（さかいしりつ なるかしょうがっこう）は、福井県坂井市丸岡町楽間にある公立小学校。

## 沿革
- 1873年（明治6年） - 振徳小学校を創設。
- 1875年（明治8年） - 知方小学校を創設。
- 1892年（明治25年） - 振徳小学校と知方小学校を統合、大谷尋常小学校として創立。
- 1918年（大正7年） - 大谷尋常高等小学校へ改称。
- 1941年（昭和16年） - 鳴鹿国民学校へ改称。
- 1947年（昭和22年） - 鳴鹿村立鳴鹿小学校へ改称。
- 1955年（昭和30年）3月31日 - 町村合併により、丸岡町立鳴鹿小学校へ改称。
- 2006年（平成18年）3月20日 - 坂井市発足により、現校名へ改称。

## 通学区域
- 東二ツ屋・上金屋・楽間・為安・新鳴鹿1丁目・新鳴鹿2丁目・新鳴鹿3丁目・寄永・友末・坪ノ内・下久米田・上久米田・金元[1]

## 進学先中学校
- 市立丸岡南中学校[1]

## 学校周辺
- 福井県総合グリーンセンター
- 福井大学医学部附属病院